# A Corner in Wheat
A Corner in Wheat (Un rincón en el trigo) es un cortometraje mudo americano de 1909 que cuenta la historia de un magnate codicioso que intenta acaparar el mercado mundial de trigo destruyendo las vidas de las personas que ya no pueden permitirse el lujo de comprar pan.
Fue dirigido por D. W. Griffith y adaptado por Griffith y Frank E. Woods de la novela The Pit (El pozo, 1903) escrita por Frank Norris.
Aún entre el cross-cutting y el tableaux de un pobre en la miseria y el lujo, partes activas de los ricos especuladores se anticiparon al montaje de colisión que se acabó convirtiendo en un sello distintivo del cine soviético.
En 1994 A Corner in Wheat fue seleccionada para su preservación en el National Film Registry en los Estados Unidos por la Biblioteca del Congreso de Estados Unidos como «cultural, histórica y estéticamente significativa». 
La película fue publicada en 1960 en 8 mm.

## Reparto
| Actor              | Personaje                  |
| ------------------ | -------------------------- |
| Frank Powell       | Rey del trigo              |
| James Kirkwood     | Granjero pobre             |
| Linda Arvidson     | Mujer del granjero pobre   |
| Henry B. Walthall  | Ayudante del rey del trigo |
| Grace Henderson    | Mujer del rey del trigo    |
| W. Chrystie Miller | Padre del granjero pobre   |